# Access Now

Sigla organizației.

Access Now este o organizație non-profit fondată în 2009 care apără și extinde drepturile digitale ale oamenilor din întreaga lume.
Începând cu 2020, Access Now are persoane juridice în Belgia, Costa Rica, Tunisia și Statele Unite, cu personalul, operațiunile și activitățile sale distribuite în toate regiunile lumii.
Organizația a primit statutul consultativ special al Consiliului Economic și Social al Națiunilor Unite în 2016.
Începând cu 2018, Access Now a primit finanțare de aproximativ 5,1 milioane de dolari.